# Katherine Perry

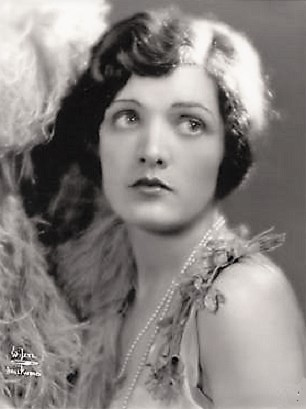
Katherine Perry (Fotografie von Albert Witzel, 1926)

Katherine Perry, auch als Kathryn Perry bekannt, (* 5. Januar 1897 in New York City; † 14. Oktober 1983 in Los Angeles, Kalifornien) war eine US-amerikanische Schauspielerin der späten Stumm- und frühen Tonfilm-Ära. Sie wirkte im Laufe ihrer Karriere in 37 Filmen mit und trat auch in Theaterstücken auf.

## Leben
Katherine Perry arbeitete nach ihrem Schulabschluss zunächst als Model. In den Jahren 1911, 1917, 1918 und 1919 war sie Teil des Ensembles der Ziegfeld Follies und war 1918 auch in der freizügigeren Midnight Frolic Show zu sehen. Neben diesen Tätigkeiten erhielt Perry ihre ersten Rollen in Theaterstücken am Broadway, wo sie bis 1933 unter dem leicht abgeänderten Namen Kathryn Perry zu sehen war.
Ihr Filmdebüt gab Perry 1920 in einer Nebenrolle in der Komödie Sooner or Later. Im Jahr darauf heiratete sie den Schauspieler Owen Moore, mit dem sie bis zu dessen Tod im Jahr 1939 zusammen blieb und auch mehrere gemeinsame Filme drehte. Perry war in den folgenden Jahren in mehreren Hauptrollen zu sehen, ehe ihre Karriere mit dem Aufkommen des Tonfilms ein Ende nahm. Sie wirkte zwar noch bis 1936 in Filmen mit, erhielt jedoch nur noch Kleinst- oder Statistenrollen, die zumeist nicht einmal im Abspann genannt wurden. So spielte Perry unter anderem 1932 das Dienstmädchen der von Clara Bow verkörperten Hauptfigur im Drama Call Her Savage.
Nach dem Ende ihrer Schauspielkarriere trat Katherine Perry nicht mehr öffentlich auf, ihre Theaterlaufbahn hatte sie bereits drei Jahre vor ihrem letzten Film beendet. Perry starb am 14. Oktober 1983 im Alter von 86 Jahren in Los Angeles.

## Filmografie (Auswahl)
- 1920: Sooner or Later
- 1921: A Divorce of Convenience
- 1921: The Last Door
- 1921: Why Girls Leave Home
- 1921: The Chicken in the Case
- 1922: Love Is an Awful Thing
- 1923: Main Street
- 1923: Fools and Riches
- 1925: Wings of Youth
- 1926: The First Year
- 1926: Early to Wed
- 1927: Is Zat So?
- 1927: Blood Will Tell
- 1927: Husbands for Rent
- 1929: Side Street
- 1932: Air Mail
- 1932: Call Her Savage
- 1936: One Rainy Afternoon
- 1936: Mein Mann Godfrey (My Man Godfrey)
- 1936: 15 Maiden Lane